# 西脇良一
西脇 良一（にしわき りょういち、1932年9月8日 -  2024年5月2日）は、日本の経営者。阪神銀行（現在のみなと銀行）頭取を務めた。

## 来歴・人物
兵庫県神戸市須磨区出身。1955年に慶應義塾大学法学部を卒業し、同年に神戸銀行に入行した。1984年6月に取締役に就任し、1987年6月に常務、1990年3月に専務を経て、1991年6月に阪神銀行顧問に就任し、同年6月には頭取に昇格。1996年6月に取締役相談役に就任し、2000年6月に相談役を経て、2002年6月には顧問に就任。
2024年5月2日、肺炎のため神戸市灘区の老人ホームで死去。91歳没。